# جون سي بينيت
جون سي بينيت (بالإنجليزية: John C. Bennett)‏ (و. 1804 – 1867 م) هو فيزيائي، وسياسي من الولايات المتحدة الأمريكية . ولد في فيرهيفن (ماساتشوستس) .
توفي في بولك سيتي، عن عمر يناهز 63 عاماً.